# Teodora Ángelo
Teodora Angelina fue la única hija de Ana Ángelo y del sebastocrátor Isaac Comneno. Sus abuelos maternos fueron el emperador bizantino Alejo III Ángelo y Eufrósine Ducas Camateros.

## Identidad
Su identidad fue largo tiempo discutida por los estudiosos, ya que las fuentes medievales sólo registraron su nombre, Teodora, y que era hija de un emperador bizantino (Theodoram neptam regis Graecorum duxit uxorem, Theodoram neptem regis Grecie)., pero en la actualidad ha podido ser identificada de manera concluyente como hija de Isaac Comneno Vatatzes, el nieto del general bizantino Teodoro Vatatzes y la princesa Eudoxia Comneno, hija del emperador Juan II Comneno, y de Ana Comneno Ángelo.

## Matrimonios y descendencia
Teodora se casó en primer lugar en 1197 con Ivanko, un boyardo búlgaro, que había asesinado a Iván Asen I, y huido a la corte bizantina, donde Alejo III le comprometió con Teodora para fomentar su lealtad. Debido a la corta edad de la novia, el matrimonio no se consumó, y Teodora permaneció en Constantinopla. mientras que Ivanko se rebeló en 1199, siendo capturado y encarcelado.
Poco después, Teodora fue utilizada por Alejo III para una alianza con otro señor de la guerra búlgaro, Dobromir Crysós, con el que la casó. Sin embargo, Alejo dio por terminada la alianza e hizo prisionero a Crysós.
En 1203, Teodora se casó con un primo lejano, Leopoldo VI de Austria. En 1230 murió Leopoldo, y ella entró en la Abadía de Klosterneuburg., donde fue monja hasta su muerte en 1246.
Leopoldo y Teodora tuvieron siete hijos:
1. Margarita (1204 - 28 de febrero de 1266)
2. Inés (19 de febrero de 1205 - 29 de agosto de 1226)
3. Leopoldo (1207–1216)
4. Enrique (1208 - 28 de noviembre de 1228)
5. Gertrudis (1210–1241)
6. Federico II (25 de abril de 1211 - 15 de junio de 1246)
7. Constancia 6 de abril de 1212 - 5 de junio de 1243)